# احمدوند (مقاطعة دلفان)
احمدوند (بالفارسية: احمدوند) هي قرية تقع في قسم ميربغ الشمالي الريفي (مقاطعة دلفان) في إيران. يقدر عدد سكانها بـ 97 نسمة بحسب إحصاء 2016.